# Gare de Mareil-sur-Mauldre
Ne doit pas être confondu avec Gare de Mareil-Marly.
La gare de Mareil-sur-Mauldre est une gare ferroviaire française de la ligne de Plaisir - Grignon à Épône - Mézières, située sur le territoire de la commune de Mareil-sur-Mauldre, dans le département des Yvelines, en région Île-de-France.
C'est une gare de la Société nationale des chemins de fer français (SNCF) desservie par les trains de la ligne N du Transilien (réseau Paris-Montparnasse).

## Situation ferroviaire
Établie à 48 m d'altitude, la gare de Mareil-sur-Mauldre est située au point kilométrique (PK) 42,382 de la ligne de Plaisir - Grignon à Épône - Mézières, entre les gares de Beynes et de Maule.

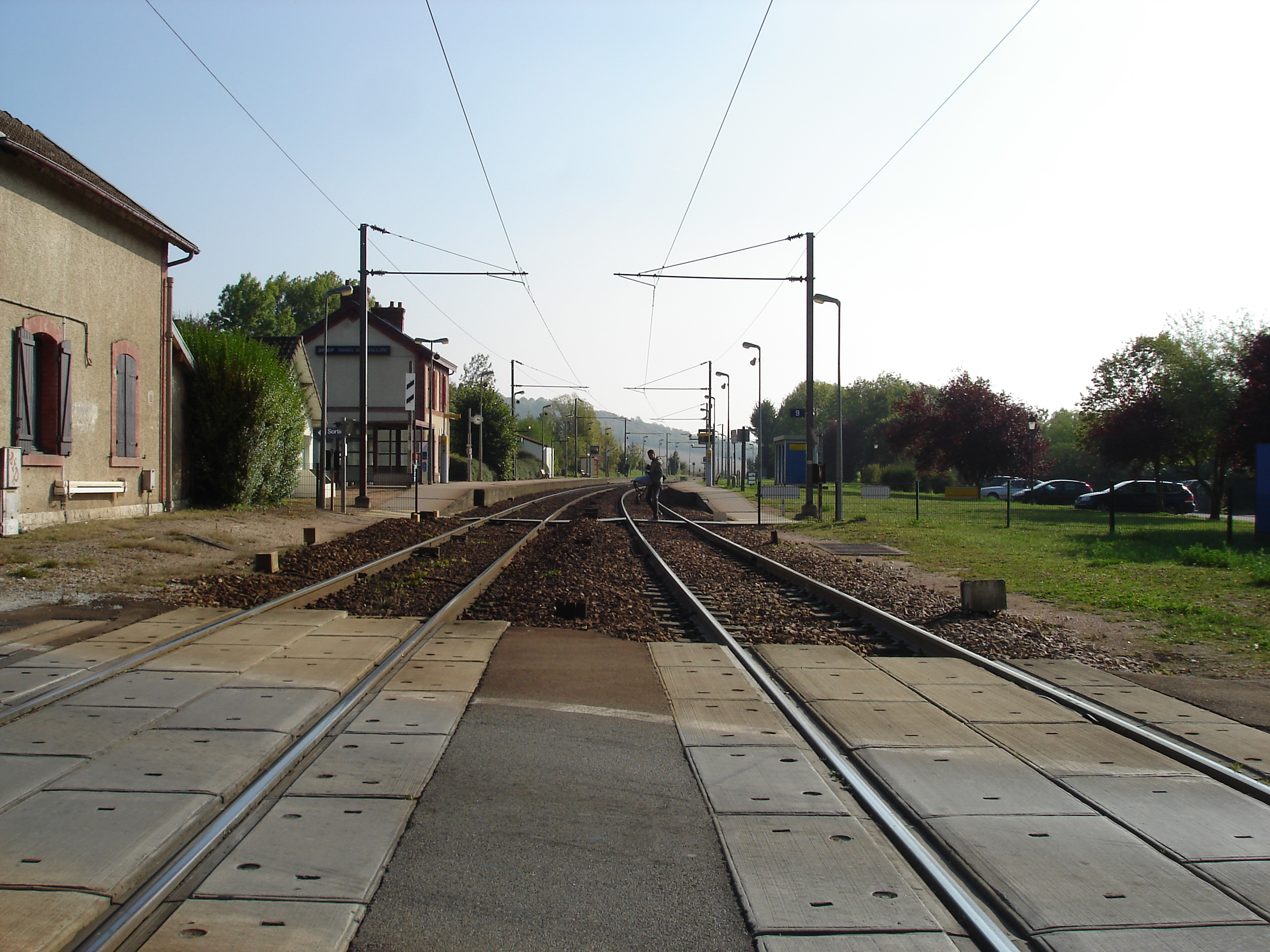
Vue générale de la gare.

## Histoire
Elle est mise en service le 30 août 1900 avec l'ouverture de la ligne de Plaisir - Grignon à Épône - Mézières.

## Service des voyageurs

### Accueil
La gare dispose d'un bâtiment voyageurs sans guichet, d'automate Transilien et du système d'information sur les circulations des trains en temps réel.
Elle est équipée de deux quais latéraux : le quai 1 dispose d'une longueur totale de 91 m pour la voie 1 et le quai 2 d'une longueur totale de 92 m pour la voie 2. Le changement de quai se fait par un platelage posé entre les voies (passage protégé).

### Desserte
La gare est desservie par des trains de la ligne N du Transilien (branche Mantes-la-Jolie – Mantes-la-Jolie), à raison d'un train toutes les heures, sauf aux heures de pointe où la fréquence est d'un train toutes les 30 minutes.
Le temps de trajet est d'environ 20 à 25 minutes depuis Mantes-la-Jolie et de 45 minutes à 1 h depuis Paris-Montparnasse.

### Fréquentation
De 2015 à 2023, selon les estimations de la SNCF, la fréquentation annuelle de la gare s'élève aux nombres indiqués dans le tableau ci-dessous.
| Année     | 2015   | 2016   | 2017   | 2018   | 2019   | 2020   | 2021   | 2022   | 2023    |
| --------- | ------ | ------ | ------ | ------ | ------ | ------ | ------ | ------ | ------- |
| Voyageurs | 71 077 | 75 375 | 79 678 | 82 238 | 85 503 | 39 174 | 76 033 | 70 521 | 106 557 |

### Intermodalité
Un parking pour les véhicules et les vélos y est aménagé. La gare est desservie par les lignes 17S, 28, 38, 511 et 512 du réseau de bus Centre et Sud Yvelines.

## Galerie de photographies

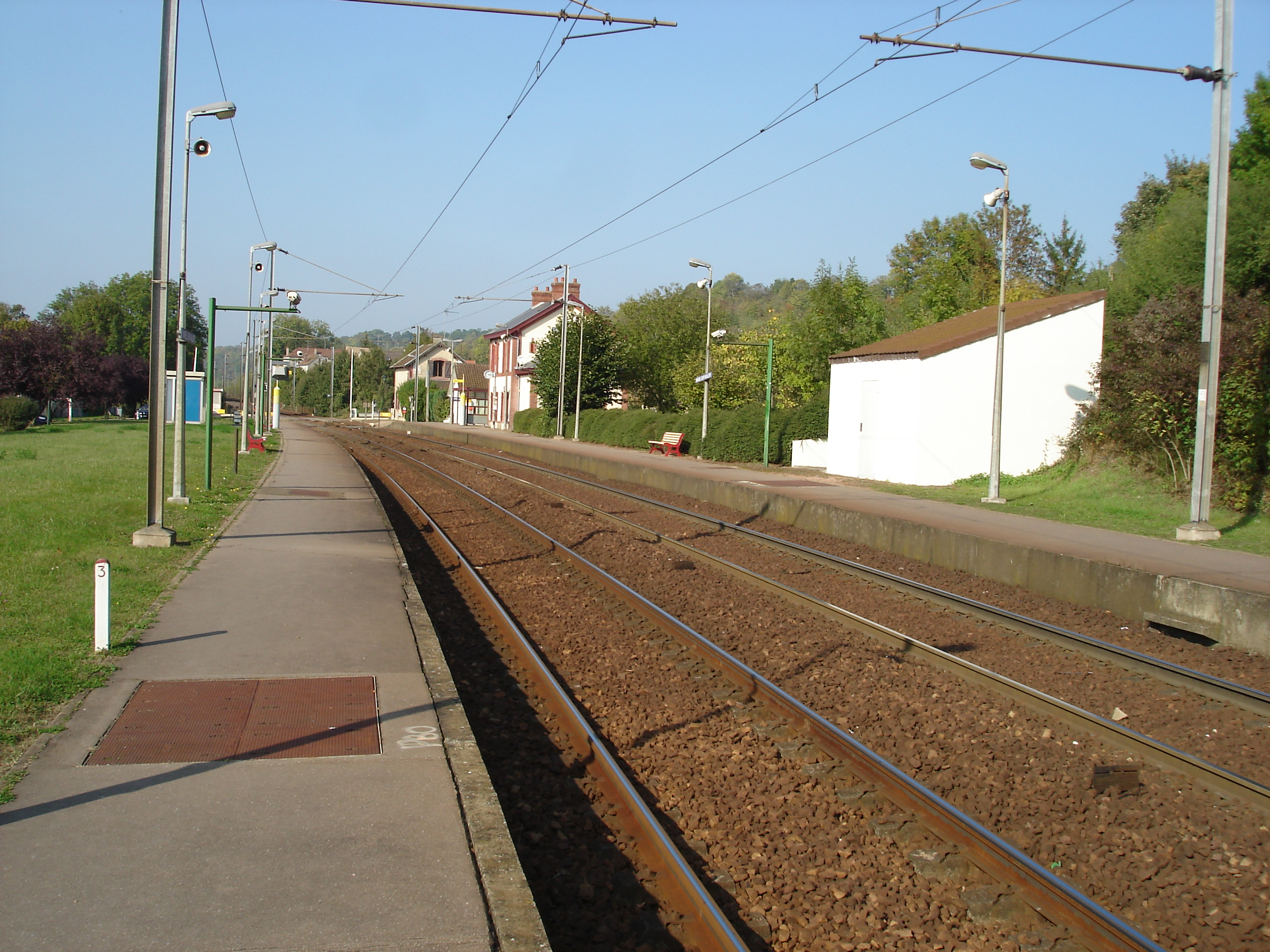
Vue vers Mantes-la-Jolie.
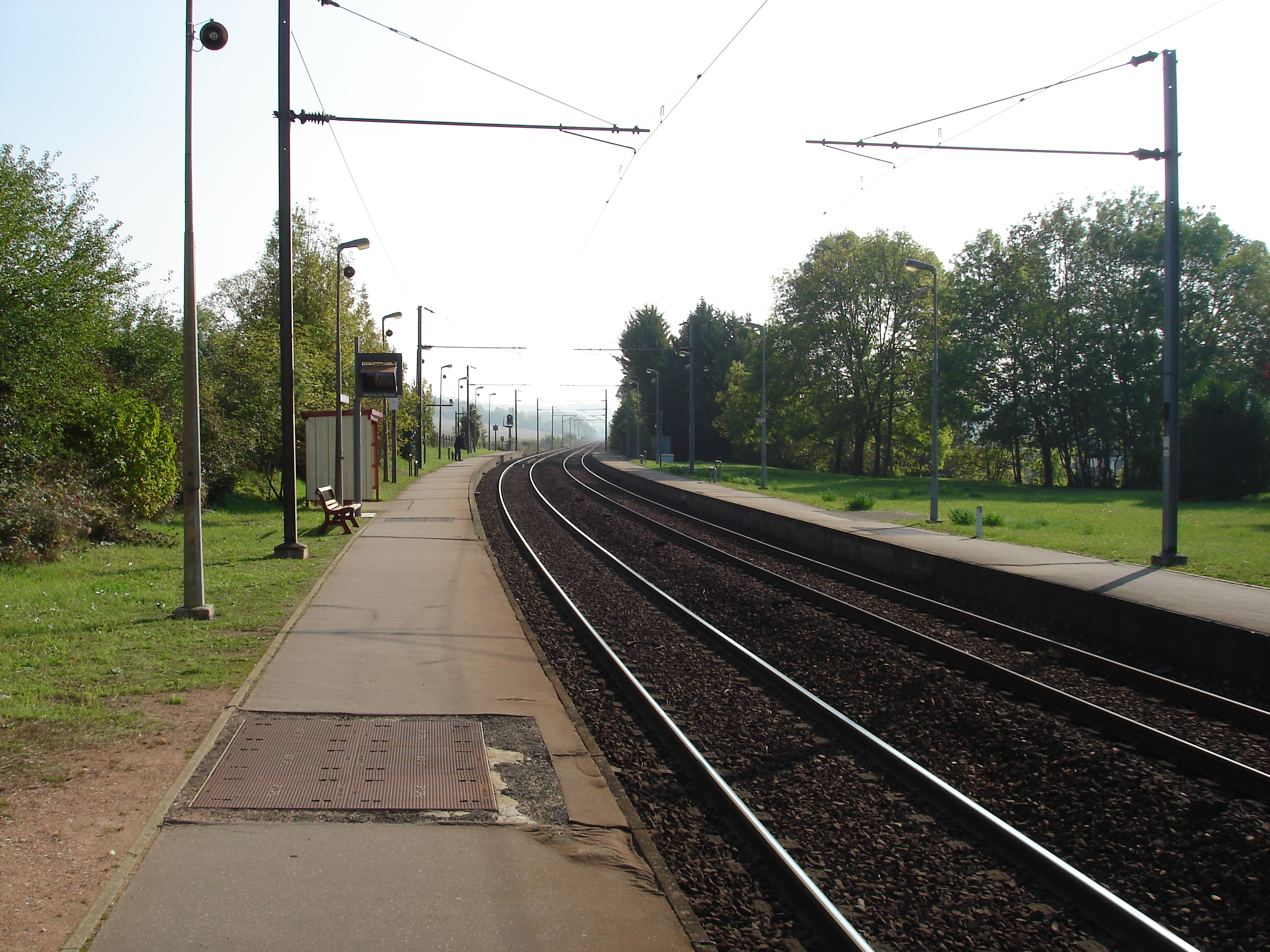
Vue vers Paris.
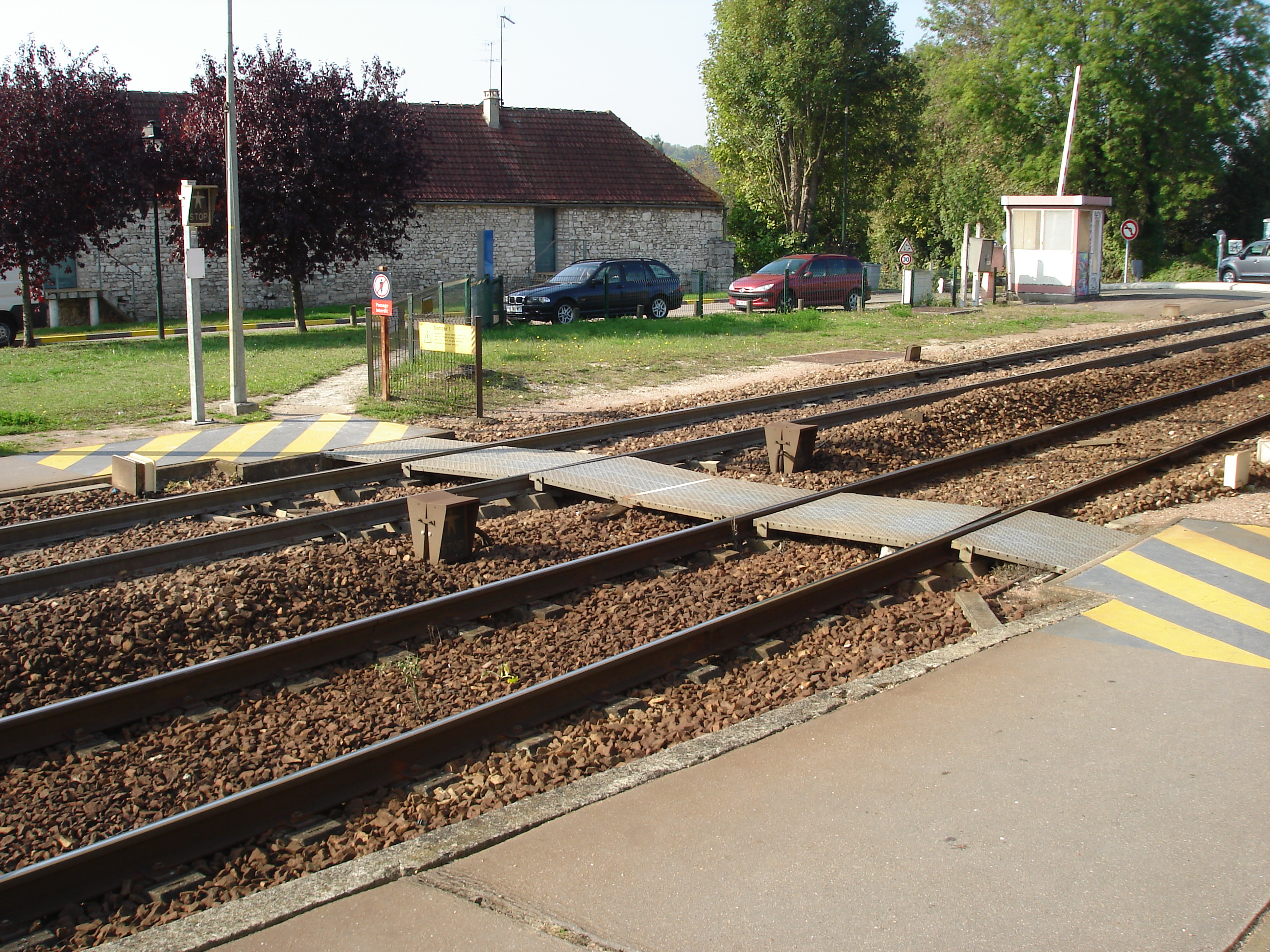
La traversée de voie par les piétons.
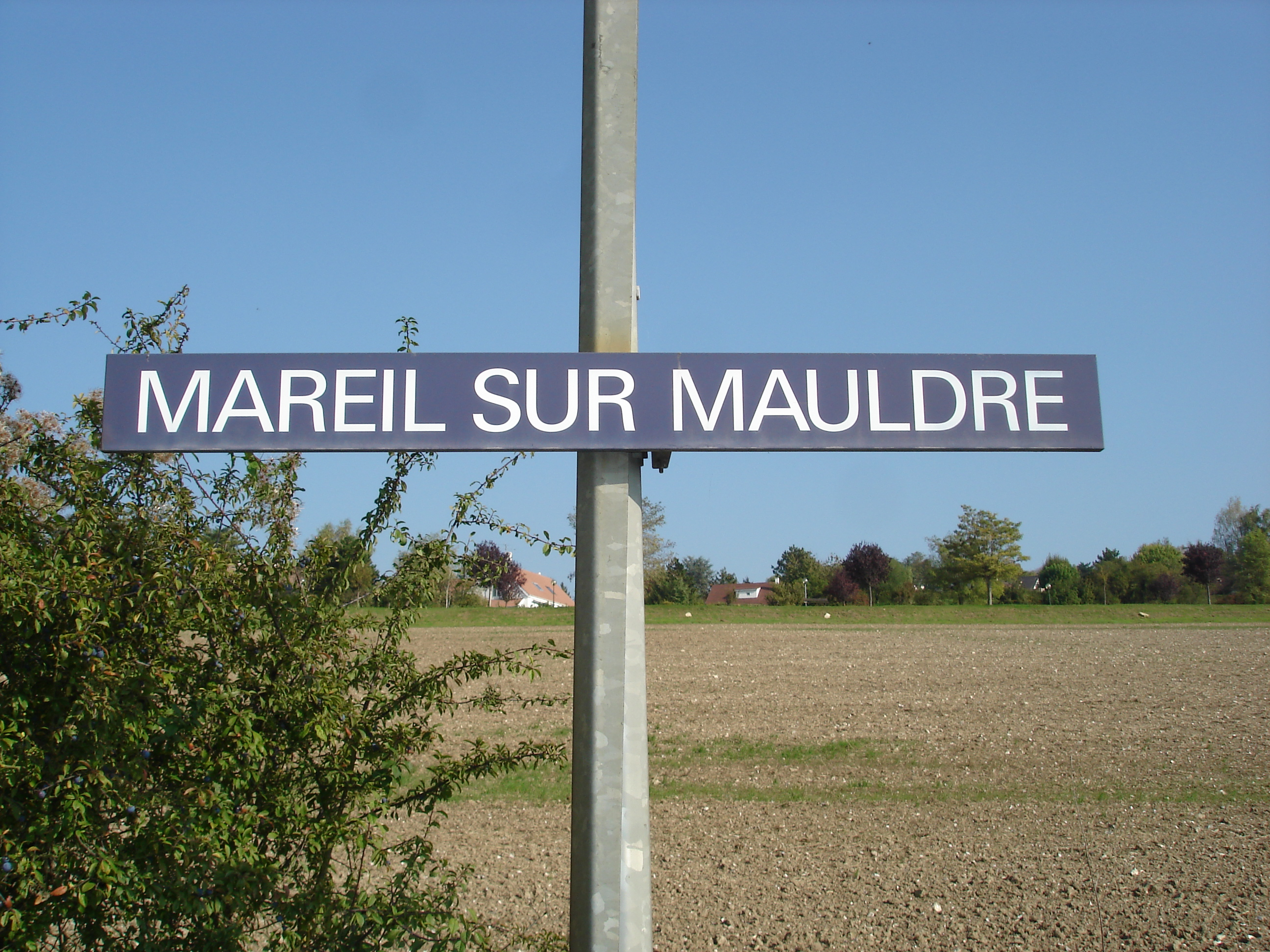
Panneau indiquant le nom de la gare.